# Félix Jules Méline

Jules Méline

Félix Jules Méline (* 20. Mai 1838 in Remiremont; † 21. Dezember 1925 in Paris) war ein französischer Anwalt und Politiker der gemäßigten Rechten.

## Herkunft und frühe Jahre
Seine Eltern waren der Versicherungsrepräsentant Dominique Méline († 19. Juli 1893) und dessen Frau Louise, geborene Chavanne († 29. September 1883). Nach dem Schulbesuch in Remiremont zog es ihn in die Hauptstadt Frankreichs, wo er sein Jurastudium mit dem Doktorgrad abschloss. Er wurde in die Conférence du stage des avocats aufgenommen und stieg dort zu deren Sekretär auf. Hier knüpfte er Verbindungen zu vielen republikanisch gesinnten zukünftigen Staatsmännern. Im Jahr 1867 heiratete er die Notarswitwe Marie-Joséphine Bluche und zog mit ihr in sein Elternhaus in Remiremont. Daneben besaß er eine Wohnung in Paris, wo er als Anwalt zugelassen war. Dort befand er sich, als am 4. September 1870 die Herrschaft von Napoleon III. endete. Er wurde kurz darauf stellvertretender Bürgermeister des 1. Arrondissement von Paris.

## Politische Laufbahn
Félix Jules Méline war von 1876 bis 1903 Abgeordneter für das Département Vosges, 1888 war er Vorsitzender der Abgeordnetenkammer. Von 1903 bis 1925 war er Senator. Von 1883 bis 1885 und von 1915 bis 1916 war er Landwirtschaftsminister. Von 1896 bis 1898 war er Premierminister von Frankreich und spielte eine Rolle sowohl bei der Beilegung des Konflikts mit Italien als auch in der Dreyfus-Affäre.
Méline, der selbst aus einer ländlichen Umgebung stammte, setzte sich besonders für die Interessen der ländlichen und bäuerlichen Bevölkerung ein. So setzte er protektionistische Schutzzölle für Agrarprodukte durch und schuf am 7. Juli 1883 den Orden für Verdienste in der Landwirtschaft (Ordre du Mérite agricole). Im Jahr 1894 gründete Méline die Bank Crédit Agricole. Er war auch Präsident des französischen Industrieverbandes.